# Sharon Noble
Sharon Noble is een Amerikaans actrice en schrijfster.
Haar carrière op het toneel begon ze als lid van dansgroep The Byron Dancers uit Sarasota (Florida). Voor dezelfde plaats nam ze ook deel aan de missverkiezing van Florida; ze sleepte de Miss Congeniality Award in de wacht. Ze begon met toneelspelen in theater The Palmtree Playhouse.
Na haar studie aan de Universiteit van Colorado vertrok Noble naar Canada, alwaar ze enkele jaren hoorspelen insprak voor het radiostation CBC in de steden Toronto en Winnipeg. In de jaren zeventig verbreedde ze haar werkterrein: ze begon te werken als stemactrice voor tekenfilms en speelde gastrolletjes in televisiefilms en -series. Haar grootste opdracht als stemactrice kreeg Noble naar aanleiding van een bezoek aan het strand van Santa Monica: toen zij en haar echtgenoot Brendan McKane daar midden jaren tachtig in gesprek raakten met collega acteurs, werd tegen hen verteld dat DIC Enterprises audities hield voor een tekenfilmserie. Zowel Sharon Noble als haar man deden auditie en allebei werden ze gecast voor meerdere vaste rollen in M.A.S.K. Later leende ze haar stem ook aan personages uit tekenfilmseries zoals Dennis the Menace en The Popples.
Na meer dan vijftien jaar geen televisiewerk meer te hebben gedaan, keerde ze in 2007 terug op de buis. Ze speelde sindsdien onder meer in de televisieseries Tim and Eric Awesome Show, Great Job! en Secret Fridays. Ook spreekt Noble geregeld luisterboeken in. Ze heeft ervoor gekozen dit laatste onder een pseudoniem te doen, aangezien ze boeken schrijft onder haar echte naam.
Sharon Noble woont met haar man in Los Angeles.